# Lundaskog
Lundaskog är en del av tätorten Borås i dess västra del i Torpa socken i Borås kommun

## Tätorten
1960 avgränsade SCB här en tätort inom Borås stad med 282 invånare. 1970 hade tätorten vuxit samman med Borås tätort.